# Таган, Галимьян Гирфанович
Галимьян Гирфанович Таган (Таганов) (баш. Ғәлимйән Ғирфан улы Таған; 1 января 1892, Танрыкулово, Оренбургская губерния — 29 июня 1948, Гамбург, Германия) — башкирский этнограф, доктор экономических наук, доктор тюркологии, политик, активный участник Башкирского национального движения.

## Биография
Галимьян Таган (Таганов) родился 1 января 1892 года в деревне Танрыкулова (Курмаш) Катайской волости Челябинского уезда Оренбургской губернии, ныне село Танрыкулово входит в Альменевский муниципальный округ Курганской области.
Сын состоятельных родителей Галимьян Таган сначала получил образование в мектебе, затем в русско-башкирской школе и учительской семинарии. Завершив семинарию, он до первой мировой войны работал учителем русского языка в школе. Во время Первой мировой войны Галимьян Таган был офицером царской армии. В 1917 году он примкнул к башкирскому национальному движению, с 1918 года командовал Пятым, позднее Третьим башкирскими стрелковыми полками, являлся членом Башкирского военного шуро (Совета) при Военном отделе Башкирского правительства.
После эмиграции — окончил агротехнический университет в городе Дебрецен (Королевство Венгрия). До Первой мировой войны работал учителем русского языка в школе.
В 1914 году Галимьян Таган окончил Тифлисскую школу подготовки прапорщиков и до 1917 года сражался на фронтах Первой мировой войны в чине прапорщика. В 1917 году Таган примкнул к Башкирскому национальному движению и стал одним из организаторов Башкирского войска и автономии Башкурдистана. После создания КОМУЧа, с июня 1918 года Галимьян Таган был представителем Башкирского правительства при Комитете народной власти в Челябинске, членом Башкирского военного совета. С июля того же года исполнял обязанности командира 5-го Башкирского пехотного полка, был председателем управы Яланского кантона. Позже стал командиром 3-го Башкирского стрелкового полка 2-й дивизии, членом Башкирского военного шуро (совета) при военном отделе Башкирского правительства. С октября 1918 года — в составе Народной армии, а затем Русской армии адмирала А. В. Колчака — Галимьян Таган участвовал в боях против частей Пятой армии РККА. После перехода Башкирского правительства и войска на сторону Советов в феврале 1919 года, Галимьян Таган со своим полком остался на стороне белых. В марте 1919 года он служил на Дону, в составе Южной армии, подчинённой Донскому атаману: вначале генералу П. Н. Краснову, а с 6 февраля 1919 года — генералу А. П. Богаевскому.

Прапорщик Галимьян Гирфанович Таган

С июня 1919 года 27-летний Таган являлся начальником штаба Военно-национального управления башкир Российской Восточной окраины в составе Русской армии Верховного Правителя А.В. Колчака. Участвовал в Сибирском Ледяном походе. После разгрома основных сил Колчака, Таган руководил эвакуацией башкирских контингентов и беженцев в Забайкалье. Г. Тагану и М. Курбангалиеву удалось добиться в 1920 году согласия главнокомандующего всеми вооружёнными силами и походного атамана всех казачьих войск Российской восточной окраины, войскового атамана Забайкальского казачьего войска Г. М. Семёнова на возрождение Башкирского казачьего войска (упразднённого в 1863 году). 14 марта 1920 года в доме атамана состоялось первое деловое свидание Курбангалиева с атаманом Семеновым, где Курбангалиевым была изложена история башкирского народа и его национального движения после революции, а также цели национальной группы башкир в Забайкалье. Со своей стороны, атаман рассказал о своём политическом направлении и стремлении устроить Федеративную Россию и выразил готовность, как главнокомандующий, пойти навстречу желаниям башкир и приступить к сведению воинов-башкир Каппелевской армии и так называемых семёновских частей — в особую боевую единицу. 17 марта атаману Семёнову было подано официальное прошение: 
Его Высокопревосходительству атаману Семёнову. Считая желательным продолжение борьбы против большевизма соответственно с настроением воинов-башкир Российской армии, прошу Вашего распоряжения о нижеследующем: 
1. Формировать из стрелков башкир Российской армии и Туземной дивизии Отдельную Башкирскую кавалерийскую бригаду с непосредственным подчинением Вашему Высокопревосходительству.
2. Сейчас же приступить к формированию 1-го Башкирского кавалерийского полка.
3. Основной частью этого полка назначить башкирский эскадрон Уральского отряда.Представитель башкир М. Г. Курбангалеев.

 
В июне 1920 г. главнокомандующий всеми вооруженными силами и походный атаман всех казачьих войск Российской Восточной окраины генерал-лейтенант Семёнов издал приказ: 
Учредить военно-национальное управление башкир на основаниях, равных с войсковыми правительствами казачьих войск, с подчинением его штабу походного атамана.
 В ноябре 1920 г. Чита оказалась под угрозой занятия Красной армией. Вместе с отрядами атамана Г. М. Семенова, капитан Галимьян Таган с двумя тысячами башкир-белогвардейцев ушёл в Маньчжурию. Оказавшись в Маньчжурии, башкирские солдаты (равно как и большинство казаков) тут же были разоружены китайскими милитаристами.
Из Маньчжурии Таган эмигрировал в Японию. В феврале 1921 года десять офицеров башкир и татар (среди них полковник Бикмеев, капитан Таган, мулла Мадьяр Шамгулов) прибыли в Токио. Японцы были явно благосклонны по отношению к антисоветски настроенным белым офицерам-мусульманам и намеревались использовать их приезд для усиления своего влияния среди мусульман Дальнего Востока. Интерес к ним был обусловлен также активной разведывательной деятельностью японского командования в районе ЮМЖД.
Последующей эмиграции Г. Тагана в Королевство Венгрия содействовали известные венгерские ученые — востоковеды, авторы книг о башкирах и башкирском языке Б. Баратоши-Балог, В. Преле и венгерский посол в Японии, организовавший его переезд в Венгрию. После окончания Сельскохозяйственной академии в городе Дебрецене, он переезжает в Будапешт, где поступает на работу в Национальный музей Венгрии. Одновременно становится аспирантом Будапештского технического университета по специальности «Экономика». Через два года Г. Таган защитил кандидатскую диссертацию на тему «Валюта России накануне и после (первой мировой) войны», которая была опубликована на венгерском языке с кратким резюме на немецком языке. Позднее частичный перевод книги в Башкортостане сделали Д. Ж. Валеев и А. Мадьяри. Работа в музее и получение венгерского гражданства, улучшили статус и материальное положение башкирского ученого в Венгрии.

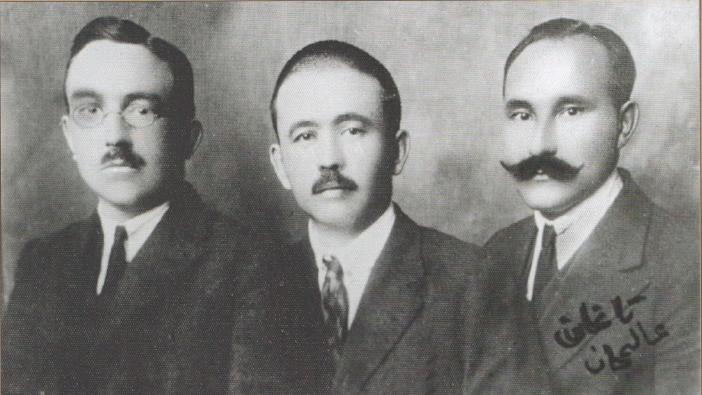
Башкирские эмигранты в Венгрии. Слева направо: А.-З. Валиди, А. Инан и Г. Таган (Будапешт, 15 мая 1925 г.)

В 1930 году Г. Таган стажировался в Вене, где получил возможность не только ознакомиться с новейшей литературой, материалами австрийских архивов, музеев и библиотек, но и подружиться с видными этнографами-историками и музыковедами Австрии, Германии, связь с которыми он сохранил на всю жизнь. Особенно плодотворными были его контакты с профессором музыки Робертом Лахом и тюркологом Гербертом Янским, вместе с которыми ученый участвовал в подготовке в печать образцов песенного фольклора тюркских, в том числе и башкирского народа.
В 1932 г. Г. Таган возвращается в Будапешт и возобновляет свою работу в Национальном этнографическом музее Венгрии. До 1944 года Таган заведовал Восточным отделом музея. Он организовывает экспедиции и выезды с целью сбора этнографического материала в Турцию, Финляндию, Прибалтику и Исландию. Все это дало ему возможность создать уникальные труды по сравнительной этнографии тюркских и финно-угорских народов, в результате он стал признанным ученым-тюркологом Венгрии, был принят в члены Венгерского этнографического общества. В 1944 году Таган переехал в Германию.
С 1945 года — лектор тюркских языков Гамбургского университета в Германии, куда устроился при содействии немецких востоковедов А. Шаде и Р. Штротмана. Как подчеркивает М. Н. Фархшатов, это был первый опыт «преподавания башкирского языка в истории немецких университетов».

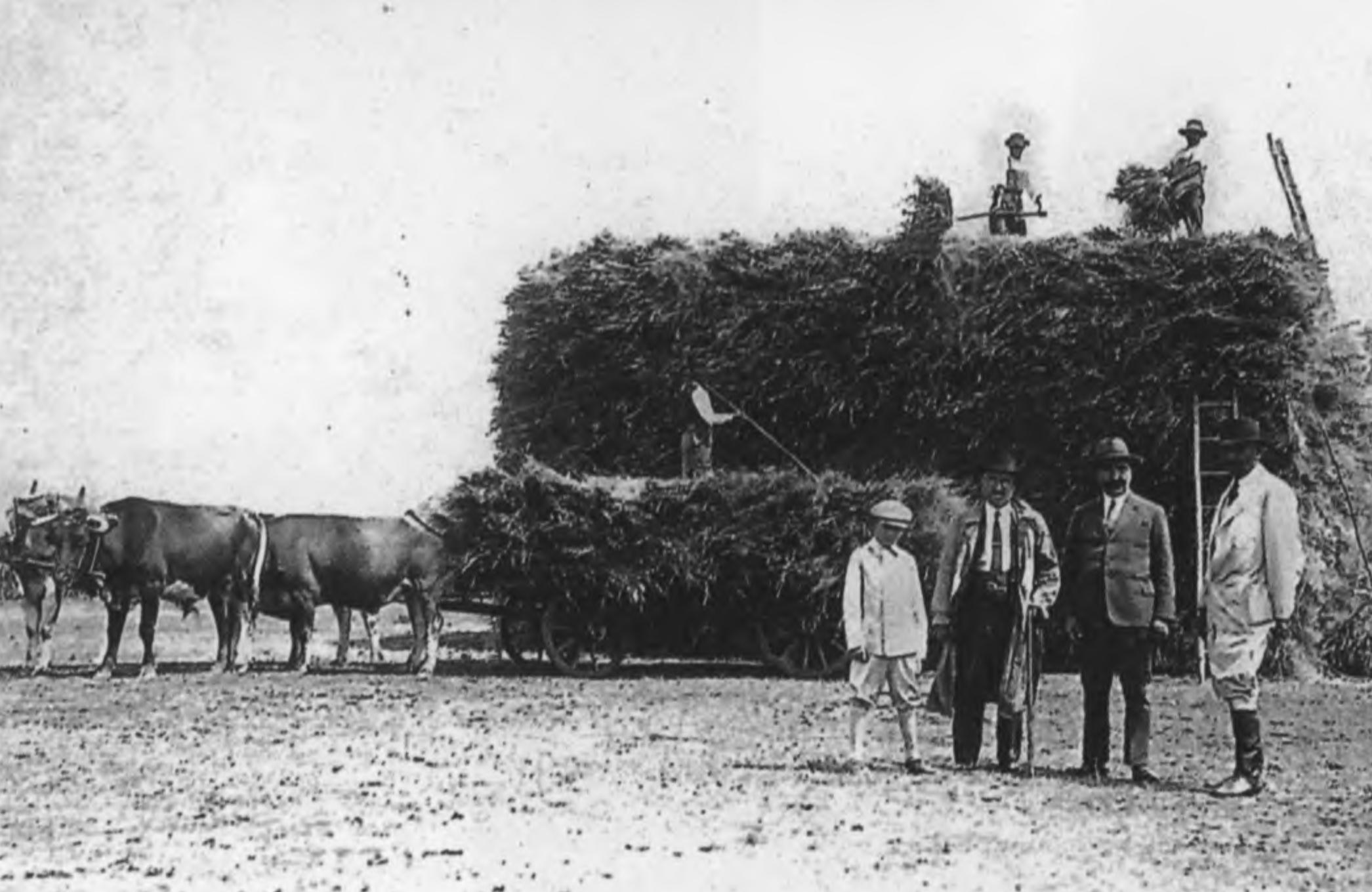
Г. Таган (второй справа) и А.-З. Валиди (второй слева) на фоне венгерских крестьян, скирдующих сено (место неизвестно, 26 декабря 1929 г.)

Галимьян Таган умер 29 июня 1948 года в городе Гамбурге, оккупированная Великобританией территория Германии (Бизония), ныне Вольный и ганзейский город Гамбург Федеративной Республики Германия.
Небольшая зарплата, отсутствие своего жилья, продуктов, близких, моральные издержки эмиграции, развитие болезни печени, все это явилось причиной столь раннего ухода его из жизни в 56 лет. Профессора А. Шаде, Б. Шпулер и другие коллеги Г. Тагана по Гамбургскому университету проводили его в последний путь. К сожалению, на похоронах Г. Тагана, как и у многих эмигрантов, близких и родных рядом не было. Не смогли приехать на похороны его друзья и соратники по борьбе за автономию А.-З. Валиди и А.-К. Инан, которые в это время были эмигрантами в Турции. На могиле Г. Тагана был поставлен надгробный камень с текстом на турецком и башкирском языках. Автором текста был Заки Валиди. Перевод текста звучит так: «Здесь похоронен командир Третьего башкирского полка, этнограф в Будапеште, лектор тюркологии в Гамбурге, неустрашимый борец за права своего любимого народа д-р Галимжан Таган. Да благословит его Аллах. 31.1.1892-29.6.1948». Далее на надгробном камне латинскими буквами было написано четверостишие из башкирской народной песни «Тафтиляу»:
Һандуғас ҡоштар, ай, ояла, оялары йәшелгә буяла.
Кемдәрҙең йәне, кемдәрҙең малы кемдәрҙән ҡалмай фани донъяла.
Плита с этими надписями на могиле Г. Тагана на Ольсдорфском кладбище Гамбурга была до 1973 года, в соответствии с законом Германии «О похоронных ритуалах» в дальнейшем по истечении срока аренды была убрана и утилизована.
Своими трудами он стремился донести до мировой общественности богатую историю и культуру башкир, «добиться симпатии к справедливой борьбе за свободу тюркских народов российского Востока».

## Научная деятельность
Основная часть трудов Галимьяна Тагана написана на венгерском языке.
В 1929 году опубликовал монографию «Валюта России во время и после войны» на венгерском языке.
С 1927 по 1943 год опубликовал 68 научных трудов на страницах солидных научных изданий, таких, как «Вестник Этнографии» Яноша Янок — основателя венгерской сравнительной этнографии, газета «Levente» («Юноша»), журнал Венгерского этнографического общества «Ethnographia» («Этнография») и вестник этнографического отдела Национального музея Венгрии «Nepraizi Ertesito» («Вестник этнографии»). Статьи и очерки о коневодстве, способах приготовления традиционных напитков тюрков, обработки шерсти, изготовления войлока, духовной культуре, обычаях и обрядах башкир, татар, казахов, туркмен, азербайджанцев, крымских татар, чувашей. Эти материалы не потеряли актуальности и научной ценности по сей день.
В популяризации этнографических трудов Галимьяна Тагана большую роль сыграл венгерский тюрколог, башкировед, дипломат Йожеф Торма, который в 1980-1990 годах перевел на русский язык 12 очерков и статей ученого по этнографии, а именно: о хозяйстве, скотоводстве, домашним промыслам, традиционной пище башкир, казахов и анатолийских турок. В 2004 году его сын, дипломат Тамаш Торма, после смерти отца передал эти переводы в Институт истории, языка литературы УНЦ РАН, а в 2005 году они были изданы в Уфе под названием «Этнографические заметки о башкирах и других тюркских народах». Сотрудники УНЦ РАН осуществили научное редактирование перевода и подготовили комментарии.
Труды Галимжана Тагана, выдающегося ученого-этнографа, активного участника башкирского национального движения, до сих пор остаются малоизвестными в его родном Башкортостане. Поскольку половину своей жизни он провел в вынужденной эмиграции, оказались недоступными и его труды, написанные в основном на венгерском языке. Однако его хорошо знают ученые Венгрии, Германии, Турции и Франции. Его бесценные труды по этнографии тюркских, в том числе и башкирского народа, бережно хранятся в архиве Этнографического музея Венгрии, библиотеках Будапешта и Вены, Гамбурга и Стамбула.

## Семья
- Жена расстреляна (после жестоких пыток) в Челябинской тюрьме, когда начались репрессии против валидовцев.
- Дочь воспитывали чужие люди, дав ей другое имя и фамилию. Известно, что она вышла замуж и жила в деревне Зайникаево Альменевского района Курганской области.

## Память
В память о нём названа улица в поселке Нагаево Октябрьского района Уфы — ул. Галимьяна Тагана.